# 阿爾文·H·庫庫克
阿爾文·哈羅德·庫庫克（英語：Alvin Harold Kukuk；1937年5月21日—2017年4月22日），是美國的共和黨政治人物，前密歇根州众议院議員。

## 生平
庫庫克曾擔任陸軍國民警衛隊成員和志願消防員，也當過八年馬科姆鎮區監督委員會委員及兩屆縣長。
1993年他進入密歇根州众议院，期間極力反對墮胎，包括提出一項法案以撤銷根據胎兒性別而進行墮胎的醫生之執照，又反對立法廢除禁止星期日在馬科姆縣狩獵。1998年他退出議會後，議席由妻子珍妮特·庫庫克繼承之；後庫庫克曾兩次嘗試參選密歇根州参议院均告失敗，包括一次開除前參議員戴維·傑伊後的補選
2017年4月22日，庫庫克在路易斯安那州巴吞鲁日去世。